# Агризький район
Агризький район (рос. Агрызский район, тат. Əgerce rayonı, Әгерҗе районы) — адміністративна одиниця Республіки Татарстан Російської Федерації.
Адміністративний центр — місто Агриз.

## Адміністративний поділ
Район адміністративно поділяється на 1 міське та 21 сільських поселень:
| Поселення                            | Площа, км² | Населення, осіб (2002) | Центр         | Населені пункти |
| ------------------------------------ | ---------- | ---------------------- | ------------- | --------------- |
| Агризьке міське поселення            | 8,6        | 18620                  | Агриз         | 1               |
| Азевське сільське поселення          | 108,3      | 668                    | Азево         | 4               |
| Бімське сільське поселення           | 78,1       | 1110                   | Біма          | 4               |
| Дев'ятернинське сільське поселення   | 105,0      | 878                    | Дев'ятерня    | 4               |
| Іж-Боб'їнське сільське поселення     | 62,2       | 863                    | Іж-Боб'я      | 2               |
| Ісенбаєвське сільське поселення      | 71,5       | 1001                   | Ісенбаєво     | 1               |
| Кадряковське сільське поселення      | 40,3       | 509                    | Кадряково     | 1               |
| Кадибаське сільське поселення        | 63,5       | 653                    | Кадибаш       | 3               |
| Кічкетанське сільське поселення      | 136,3      | 1025                   | Кічкетан      | 4               |
| Красноборське сільське поселення     | 113,7      | 1679                   | Красний Бор   | 2               |
| Криндинське сільське поселення       | 76,1       | 823                    | Кринди        | 4               |
| Кудашевське сільське поселення       | 75,3       | 541                    | Кудашево      | 5               |
| Кулегаське сільське поселення        | 42,7       | 508                    | Кулегаш       | 4               |
| Кучуковське сільське поселення       | 83,2       | 1120                   | Кучуково      | 3               |
| Новобізякинське сільське поселення   | 49,2       | 530                    | Янга-Аул      | 6               |
| Салауське сільське поселення         | 208,1      | 1188                   | Салауші       | 5               |
| Сарсак-Омгинське сільське поселення  | 54,4       | 662                    | Сарсак-Омга   | 4               |
| Старосляковське сільське поселення   | 74,5       | 838                    | Старе Сляково | 2               |
| Старочекалдинське сільське поселення | 50,6       | 374                    | Стара Чекалда | 2               |
| Табарлинське сільське поселення      | 55,5       | 710                    | Табарлі       | 4               |
| Терсинське сільське поселення        | 84,4       | 2007                   | Терсі         | 5               |
| Шаршадинське сільське поселення      | 72,2       | 450                    | Шаршада       | 2               |

## Економіка
- Азево-Салауське нафтове родовище

## Відомі особистості
У районі народилась:
- Ситдикова Адія Хабібуллівна (1913—2000) — башкірська художниця.